# Paleis van Justitie (Lima)

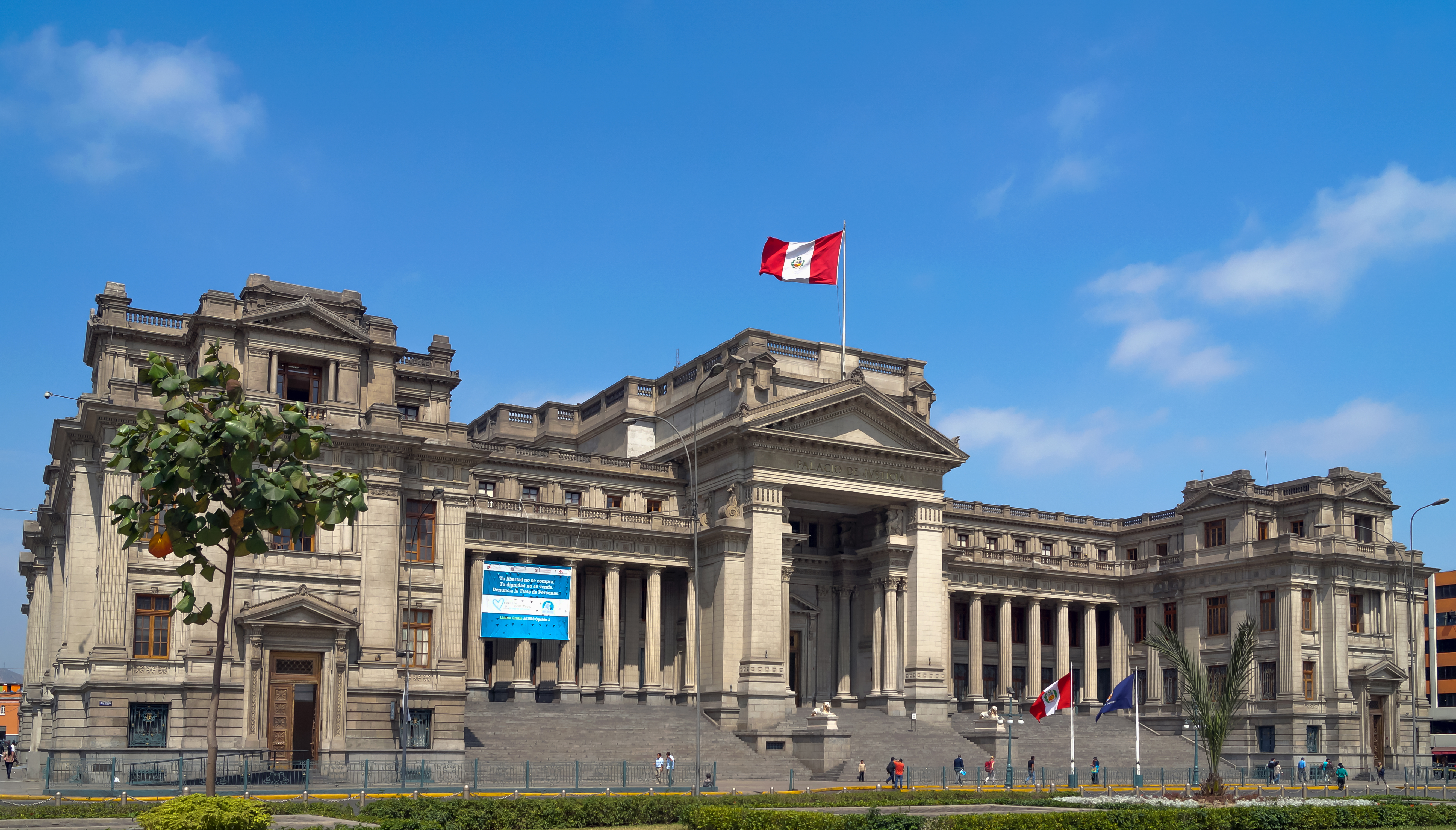
De voorgevel van het gebouw

Het Paleis van Justitie van Lima is de zetel van het Peruaanse hooggerechtshof. Het ontwerp is van de Poolse architect Bruno Paprowsky en geïnspireerd op het Brusselse Justitiepaleis. Het is wel kleiner dan het Brusselse voorbeeld maar met zijn vloerplan van 100 bij 100 meter toch nog erg groot. Het is opgetrokken in neoclassicistische stijl.
In het oorspronkelijke ontwerp was ook een centrale koepel opgenomen maar deze is nooit gebouwd. Voor de ingang staan twee stenen leeuwen die oorspronkelijk aan de Paseo Colón stonden.
De bouw startte in 1929. Het paleis werd geopend op 5 december 1939 door de president van Peru, Óscar Benavides.